# (9175) Graun
(9175) Graun es un asteroide perteneciente al Cinturón de asteroides, región del sistema solar que se encuentra entre las órbitas de Marte y Júpiter.
Fue descubierto el 29 de julio de 1990 por Henry E. Holt desde el observatorio Palomar.

## Designación y nombre
Designado provisionalmente como 1990 OO2. Fue nombrado por Ken Graun (nacido en 1955) quien ha escrito dos libros astronómicos. What's Out Tonight? es una importante recopilación de cómo se verá el cielo nocturno durante los próximos 50 años. Su introducción a los planetas está destinada a niños pequeños.

## Características orbitales
Graun está situado a una distancia media del Sol de 2,601 ua, pudiendo alejarse hasta 2,964 ua y acercarse hasta 2,238 ua. Su excentricidad es 0,140 y la inclinación orbital 15,067 grados. Emplea 1532,12 días en completar una órbita alrededor del Sol.
Pertenece a la familia de asteroides de  (170) Maria.

## Características físicas
La magnitud absoluta de Graun es 12,42. Tiene 7,929 km de diámetro y su albedo se estima en 0,308.